# Bruna Beatriz Benites Soares

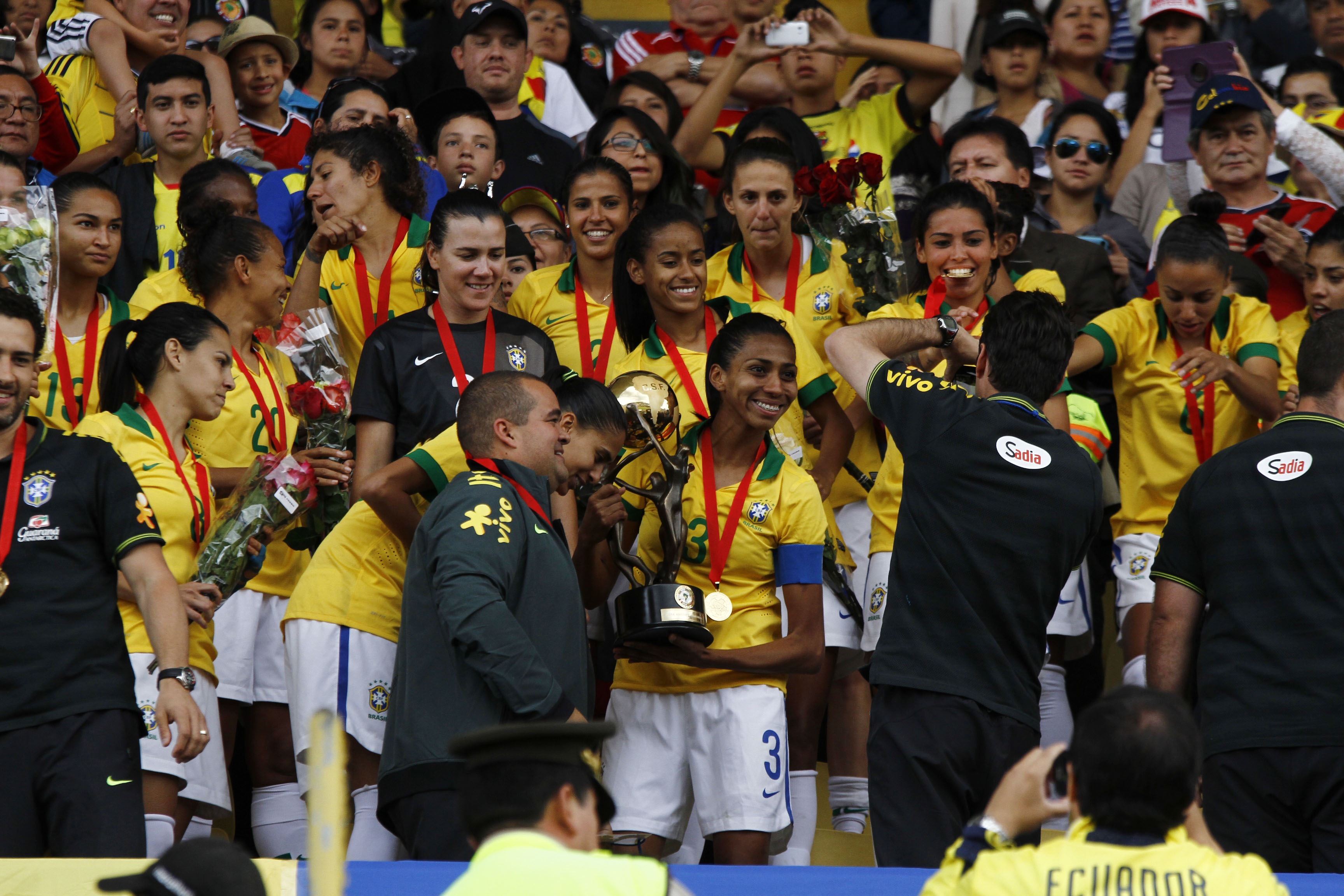
Bruna Benites (Nr. 3) nimmt am 28. September 2014 in Quito als Spielführerin der Nationalmannschaft die Copa América entgegen.

Bruna Beatriz Benites Soares (* 16. Oktober 1985 in Cuiabá), auch Betis genannt, ist eine brasilianische Fußballspielerin.

## Karriere

### Verein
Mit dem Foz Cataratas FC und dem São José EC stand Bruna Benites zwischen 2012 und 2014 drei Mal in Folge im Finale um die Copa Libertadores Femenina, von denen sie zwei gewinnen konnte. Eine im Juni 2015 zugezogene Knieverletzung zwang sie zu einer fast einjährigen Pause. Nach einem Engagement in Europa im Jahr 2016 beim norwegischen Avaldsnes IL folgte im Jahr darauf eines in der US-amerikanischen NWSL bei Houston Dash. Im Oktober 2017 wechselte sie auf Leihbasis zum EC Iranduba. Nach einem Einjahresengagement in China wurde ihr Wechsel zum SC Internacional nach Porto Alegre am 27. Juni 2019 offiziell.

### Nationalmannschaft
Anlässlich eines Einladungsturnieres in der Schweiz ist Bruna Benites von Nationaltrainer Jorge Luiz Barcellos im Juli 2012 in den A-Kader der Nationalmannschaft berufen wurden. Ihren ersten Einsatz hatte sie bei einem inoffiziellen Testspiel gegen das Frauenteam des SC Kriens am 11. Juli 2012. Nur drei Tage darauf erfolgte in Châtel-Saint-Denis ihr Debüt in einem offiziellen Länderspiel gegen die kolumbianische Auswahl. Im selben Jahr nahm sie an den XXX. Olympischen Spielen in London teil.
In den folgenden Jahren avancierte Bruna Benites zu einer Stammkraft der Nationalmannschaft, die sie 2014 in Vertretung von Marta als Spielführerin in Ecuador zur Südamerikameisterschaft (Copa América Feminino) führte. Wegen ihrer Knieverletzung konnte sie nicht an der WM 2015 und den Pan-Am 2015 in Kanada teilnehmen. Rechtzeitig zu den XXXI. Olympischen Spielen in Rio de Janeiro im Sommer 2016 kehrte sie wieder in den Kader zurück. Erneut verletzt verpasste sie auch die WM 2019 in Frankreich.
| Länderspieltore A-Auswahl |       |            |                   |             |       |          |                       |
| Tor                       | Spiel | Datum      | Ort               | Gegner      | Stand | Endstand | Anlass                |
| #1                        | 19    | 10.03.2014 | Santiago de Chile | Venezuela   | 4:0   | 5:0      | Südamerikaspiele 2014 |
| #2                        | 20    | 12.03.2014 | Santiago de Chile | Kolumbien   | 2:0   | 2:1      | Südamerikaspiele 2014 |
| #3                        | 22    | 16.03.2014 | Santiago de Chile | Venezuela   | 1:0   | 2:0      | Südamerikaspiele 2014 |
| #4                        | 41    | 09.03.2015 | Parchal           | Deutschland | 1:1   | 1:3      | Algarve-Cup 2015      |
| #5                        | 50    | 09.04.2017 | Manaus            | Bolivien    | 4:0   | 6:0      | Freundschaftsspiel    |
| #6                        | 52    | 30.07.2017 | San Diego         | USA         | 2:1   | 3:4      | Tournament of Nations |
| #7                        | 56    | 19.10.2017 | Yongchuan         | Mexiko      | 2:0   | 3:0      | Vier-Nationen-Turnier |

## Persönliches
Bruna Benites ist ausgebildete Physiotherapeutin und Mitglied der Kirche Jesu Christi der Heiligen der Letzten Tage.

## Erfolge
Nationalmannschaft:
- Südamerikameisterin: 2014
- Bronzemedaille bei den Südamerikaspielen: 2014
- Gewinnerin des Vier-Nationen-Turniers in Brasilien: 2012, 2013, 2014, 2016
- Gewinnerin des Vier-Nationen-Turniers in China: 2017

Verein:
- Internationale Frauenvereinsmeisterschaft: 2014
- CONMEBOL Copa Libertadores: 2013, 2014
- Brasilianische Pokalsiegerin: 2011, 2013
- Staatsmeisterin von Rio Grande do Sul: 2019, 2020, 2021, 2023
- Staatsmeisterin von Amazonas: 2017
- Staatsmeisterin von São Paulo: 2014
- Staatsmeisterin von Paraná: 2011, 2012

## Auszeichnungen
- Bola de Prata – Mannschaft des Jahres: 2022[2]